# Susan Lindquist
Susan Lee Lindquist (Chicago, 5 de junho de 1949 — Boston, 27 de outubro de 2016) foi uma biologista estadunidense. Foi professora de biologia molecular do Instituto de Tecnologia de Massachusetts.

## Associações e condecorações
- 1996: membro da Academia de Artes e Ciências dos Estados Unidos
- 1997: membro da Academia Nacional de Ciências dos Estados Unidos
- 2003: Prêmio Dickson de Medicina[1]
- 2004 membro da Academia Leopoldina
- 2008: Medalha Genetics Society of America[2]
- 2008: Medalha Otto Warburg
- 2010: Medalha Max Delbrück
- 2012: Medalha E.B. Wilson
- 2013: Prêmio Howard Taylor Ricketts
- 2015: membro estrangeiro da Royal Society
- 2016: Prêmio Centro Médico Albany

## Publicações selecionadas
- com Bruno Maresca: Heat shock, Springer, Berlin u.a. 1991, ISBN 3-540-54111-X
- Dai C, Whitesell L, Rogers AB and Lindquist S, 2007. Heat-shock factor 1 is a powerful multifaceted modifier of carcinogenesis. Cell, v. 130, pp. 1005–18.
- Cooper AA, Gitler AD, Cashikar A, Haynes CM, Hill KJ, Bhullar B, Liu K, Xu K, Strathearn KE, Liu F, Cao S, Caldwell KA, Caldwell GA, Marsischky G, Kolodner RD, LaBaer J, Rochet J-C, Bonini NM and Lindquist S, 2006. alpha-Synuclein Blocks ER-Golgi Traffic and Rab1 Rescues Neuron Loss in Parkinson’s Models. Science, v. 313, pp. 324–28.
- Cowen LE and Lindquist SL, 2005. Hsp90 potentiates the rapid evolution of new traits: Drug resistance in diverse fungi. Science, v. 309, pp. 2185–89.
- Krishnan R and Lindquist SL, 2005. Structural insights into a yeast prion illuminate nucleation and strain diversity. Nature, v. 435, pp. 765–72.
- Si K, Lindquist S and Kandel ER, 2003. A Neuronal Isoform of the Aplysia CPEB Has Prion-Like Properties. Cell, v. 115, pp. 879–91.
- Queitsch C, Sangster TA and Lindquist S, 2002. Hsp90 as a capacitor of phenotypic variation. Nature, v.417, pp. 618–24.
- Serio TR, Cashikar AG, Kowal AS, Sawicki GJ, Moslehi JJ, Serpell L, Arnsdorf MF and Lindquist S, 2000. Nucleated Conformational Conversion and the Replication of Conformational Information by a Prion Determinant. Science, v. 289, pp. 1317–21.
- Patino MM, Liu JJ, Glover JR and Lindquist S, 1996. Support for the prion hypothesis for inheritance of a phenotypic trait in yeast. Science, v. 273, pp. 622–26.
- Lindquist S, 1981. Regulation of protein synthesis during heat shock. Nature, v. 293, pp. 311–14.